# Sportler des Jahres 1964 (Deutschland)
Die besten deutschen Sportler des Jahres 1964 wurden am 8. Januar 1965 im Kurhaus Baden-Baden ausgezeichnet. Veranstaltet wurde die Wahl zum 18. Mal von der Internationalen Sport-Korrespondenz (ISK). Insgesamt nahmen 543 Sportjournalisten an der Wahl teil. Ehrengast der Veranstaltung war der US-amerikanische Schwimmer Don Schollander, der von der Weltpresse als „weltbester Sportler 1964“ betitelt wurde. Sein Auftritt wurde durch die finanzielle Unterstützung mehrerer deutscher Volksbanken ermöglicht. Der evangelische Landesbischof von Baden, Hans Heidland, hielt den Festvortrag mit dem Thema „Meister: Vorbild oder Star?“.
„Sportler des Jahres“ wurde Willi Holdorf, Olympiasieger im Zehnkampf. Staatssekretär Sepp Schwarz überreichte ihm den Ehrenpreis des Ministerpräsidenten von Baden-Württemberg.
Erstmals wurde eine separate Abstimmung für die „Sportlerin des Jahres“ durchgeführt, die von den Kanutinnen Annemarie Zimmermann und Roswitha Esser gemeinsam gewonnen wurde. Sie erhielten den „Goldenen Ring der Stadt Baden-Baden“ als Ehrengabe.
Zur „Mannschaft des Jahres“ wurde der Vierer mit Steuermann des Berliner Ruder-Club gekürt, der bei den Olympischen Sommerspielen Gold holte. Das Team wurde von Bundesinnenminister Hermann Höcherl ausgezeichnet.
Die bei Dreharbeiten im April 1964 tödlich verunglückte Skirennläuferin Barbi Henneberger erhielt postum 31 Punkte (10. Platz bei den Frauen).

## Männer
|     | Sportler                     | Sportart       | Punkte | Erfolge 1964 |
| --- | ---------------------------- | -------------- | ------ | --- |
| 1.  | Willi Holdorf                | Leichtathletik | 5254   | Goldmedaille im Zehnkampf bei Olympischen Spielen |
| 2.  | Hans-Joachim Klein           | Schwimmen      | 3424   | Bronzemedaille über 100 Meter Freistil u. drei Silbermedaillen in den Staffeln bei den Olympischen Spielen, Deutscher Meister über 100 Meter Freistil |
| 3.  | Willi Kuhweide               | Segeln         | 2988   | Goldmedaille bei den Olympischen Spielen u. Europameister im Finn-Dinghy                                                                              |
| 4.  | Manfred Schnelldorfer        | Eiskunstlauf   | 2710   | Goldmedaille bei den Olympischen Spielen, Weltmeister, Vizeeuropameister u. Deutscher Meister                                                         |
| 5.  | Wolfgang Reinhardt           | Leichtathletik | 2010   | Silbermedaille im Stabhochsprung bei den Olympischen Spielen u. Deutscher Meister                                                                     |
| 6.  | Harald Norpoth               | Leichtathletik | 1900   | Silbermedaille mit bundesdeutschem Rekord im 5000-Meter-Lauf bei den Olympischen Spielen u. Deutscher Meister im 1500-Meter-Lauf                      |
| 7.  | Hermann Schridde             | Springreiten   | 1147   | Silbermedaille im Einzel u. Goldmedaille mit der Mannschaft bei den Olympischen Spielen                                                               |
| 8.  | Gerhard Hetz                 | Schwimmen      | 0957   | Bronzemedaille über 400 Meter Lagen bei den Olympischen Spielen, dreifacher Deutscher Meister                                                         |
| 9.  | Uwe Beyer                    | Leichtathletik | 0743   | Bronzemedaille im Hammerwurf bei den Olympischen Spielen u. Deutscher Meister                                                                         |
| 10. | Karl Buchholz Oskar Buchholz | Radball        | 0702   | Weltmeister u. Deutscher Meister |

Insgesamt wurden 76 Sportler und Paare genannt, wobei mit Marika Zahn-Kilius und Hans-Jürgen Bäumler mit 438 Punkten auf Platz 16 auch ein gemischtes Paar darunter war.
Die Journalisten konnten jeweils 55 Punkte vergeben (10 Punkte für Platz 1, 9 Punkte für Platz 2, 8 Punkte für Platz 3 usw.).

## Frauen
|     | Sportlerin                          | Sportart       | Punkte | Erfolge 1964 |
| --- | ----------------------------------- | -------------- | ------ | --- |
| 1.  | Annemarie Zimmermann Roswitha Esser | Kanurennsport  | 0717   | Goldmedaille im Zweier-Kajak bei den Olympischen Spielen |
| 2.  | Ingrid Engel-Krämer (DDR)           | Wasserspringen | 0636   | Goldmedaille im Kunstspringen u. Silbermedaille im Turmspringen bei den Olympischen Spielen; Trägerin der gesamtdeutschen Olympiafahne während der Eröffnungsfeier |
| 3.  | Karin Balzer (DDR)                  | Leichtathletik | 0602   | Goldmedaille im 80-Meter-Hürdenlauf bei den Olympischen Spielen |
| 4.  | Helga Mees                          | Fechten        | 0431   | Silbermedaille im Florett bei den Olympischen Spielen u. Bronzemedaille mit der Mannschaft                                                                         |
| 5.  | Helga Hoffmann                      | Leichtathletik | 0310   | Fünfte im Fünfkampf bei den Olympischen Spielen, Deutsche Meisterin im Fünfkampf u. Weitsprung                                                                     |
| 6.  | Marika Zahn-Kilius                  | Eiskunstlauf   | 0131   | Silbermedaille bei den Olympischen Spielen, Weltmeisterin u. Europameisterin im Paarlauf (mit Hans-Jürgen Bäumler)                                                 |
| 7.  | Renate Meyer-Rose                   | Leichtathletik | 0091   | Deutsche Meisterin im 100-Meter-Lauf u. mit der 4-mal-100-Meter-Staffel                                                                                            |
| 8.  | Helga Schultze                      | Tennis         | 0082   | Finale im Damendoppel der French Open (zusammen mit der Argentinierin Norma Baylon) u. Deutsche Meisterin                                                          |
| 9.  | Birgit Radochla (DDR)               | Turnen         | 0091   | Silbermedaille im Pferdsprung bei den Olympischen Spielen, Vierte im Mehrkampf, Boden u. mit der Mannschaft                                                        |
| 10. | Barbi Henneberger †                 | Ski Alpin      | 0031   | Deutsche Meisterin im Slalom; Teilnehmerin bei den Olympischen Winterspielen; „beständigste deutsche Skiläuferin“                                                  |

Insgesamt wurden 29 Sportlerinnen und Paare genannt.
Die Sportjournalisten konnten insgesamt 6 Punkte vergeben (3 Punkte für Platz 1, 2 Punkte für Platz 2 und 1 Punkt für Platz 3).

## Mannschaften
|     | Mannschaft                                                                                    | Sportart      | Punkte | Erfolge 1964                                                       |
| --- | --------------------------------------------------------------------------------------------- | ------------- | ------ | ------------------------------------------------------------------ |
| 1.  | Vierer mit Steuermann des Berliner Ruder-Club (Neusel, Britting, Werner, Hirschfelder, Oelke) | Rudern        | 0988   | Goldmedaille bei den Olympischen Spielen                           |
| 2.  | Bahnrad-Vierer (Claesges, Henrichs, Link, Streng)                                             | Bahnradsport  | 0658   | Goldmedaille bei den Olympischen Spielen                           |
| 3.  | Springreiter-Equipe (Jarasinski, Schridde, Winkler)                                           | Springreiten  | 0619   | Goldmedaille bei den Olympischen Spielen                           |
| 4.  | 1. FC Köln                                                                                    | Fußball       | 0186   | erster Deutscher Meister der Fußball-Bundesliga                    |
| 5.  | Dressurreiter-Equipe (Boldt, Klimke, Neckermann)                                              | Dressurreiten | 0180   | Goldmedaille bei den Olympischen Spielen                           |
| 6.  | 4-mal-200-Meter-Kraulstaffel der Männer (Gregor (DDR), Hetz, Wiegand (DDR), Klein)            | Schwimmen     | 0171   | Goldmedaille bei den Olympischen Spielen                           |
| 7.  | Ratzeburger Achter                                                                            | Rudern        | 0083   | Silbermedaille bei den Olympischen Spielen                         |
| 8.  | EV Füssen                                                                                     | Eishockey     | 0067   | Deutscher Meister u. Sieger Spengler Cup                           |
| 9.  | Kunstturnriege                                                                                | Turnen        | 0063   | Bronzemedaille im Mannschaftsmehrkampf bei den Olympischen Spielen |
| 10. | 4-mal-100-Meter-Lagenstaffel der Männer (Küppers, Henninger (DDR), Gregor (DDR), Klein)       | Schwimmen     | 0040   | Silbermedaille bei den Olympischen Spielen                         |

Insgesamt wurden 29 Mannschaften genannt.